# Église Sainte-Madeleine de Touvre
Pour les articles homonymes, voir Église Sainte-Madeleine.
L'église Sainte-Madeleine est une église fortifiée située à Touvre, en France.

## Localisation
L'église est située dans le département français de la Charente, sur la commune de Touvre. Située sur un éperon rocheux où était aussi l'ancien château, elle domine au sud les sources de la Touvre.

## Historique
Elle date du XIIe siècle et présente dans la nef quatre chapiteaux inscrits monuments historiques. L'édifice est inscrit au titre des monuments historiques en 1938 et 1949. Ces arrêtés sont abrogés et remplacés en 2018 par une inscription plus globale portant sur la totalité de l'église.

## Architecture

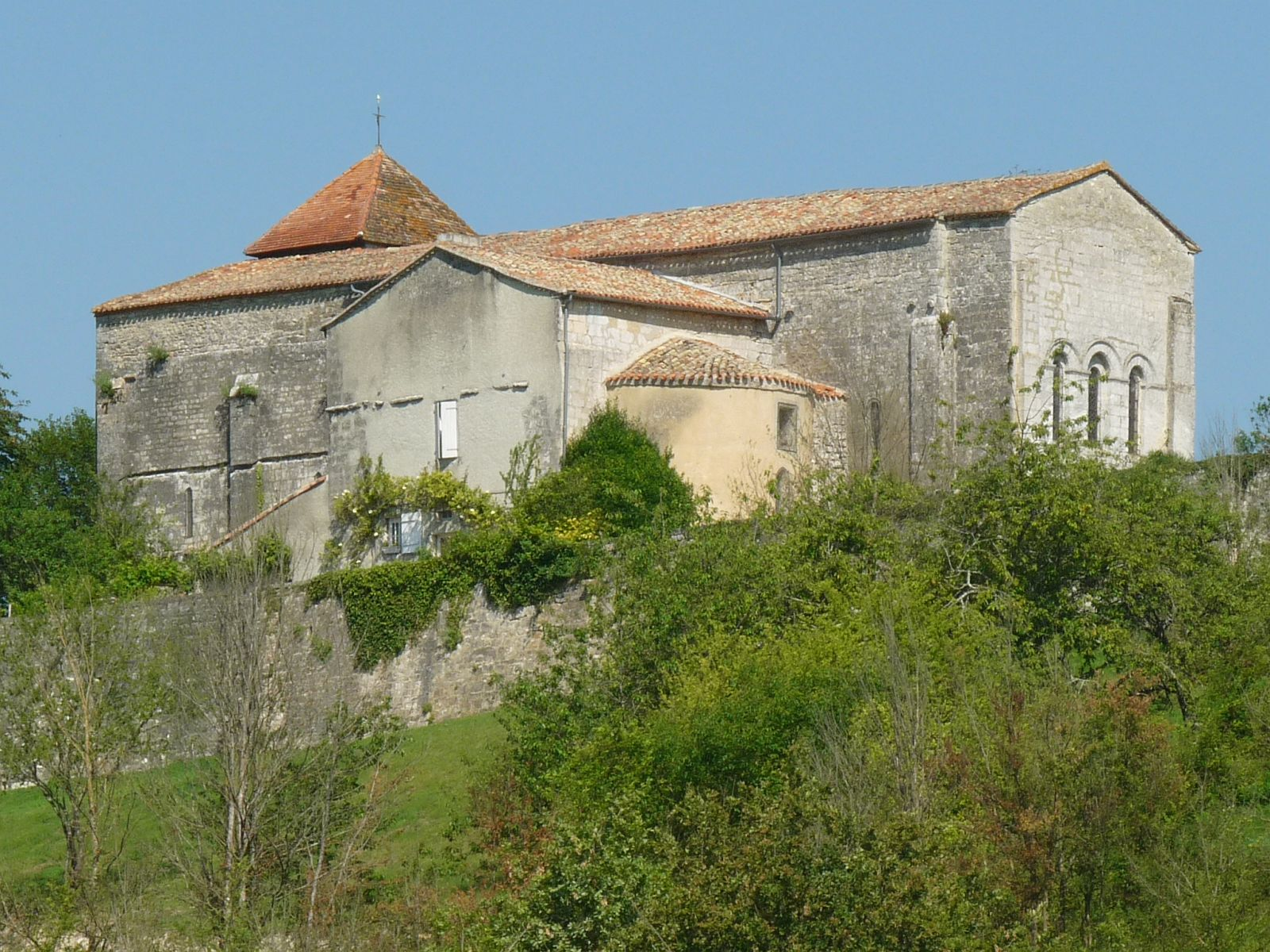
L'église vue du sud
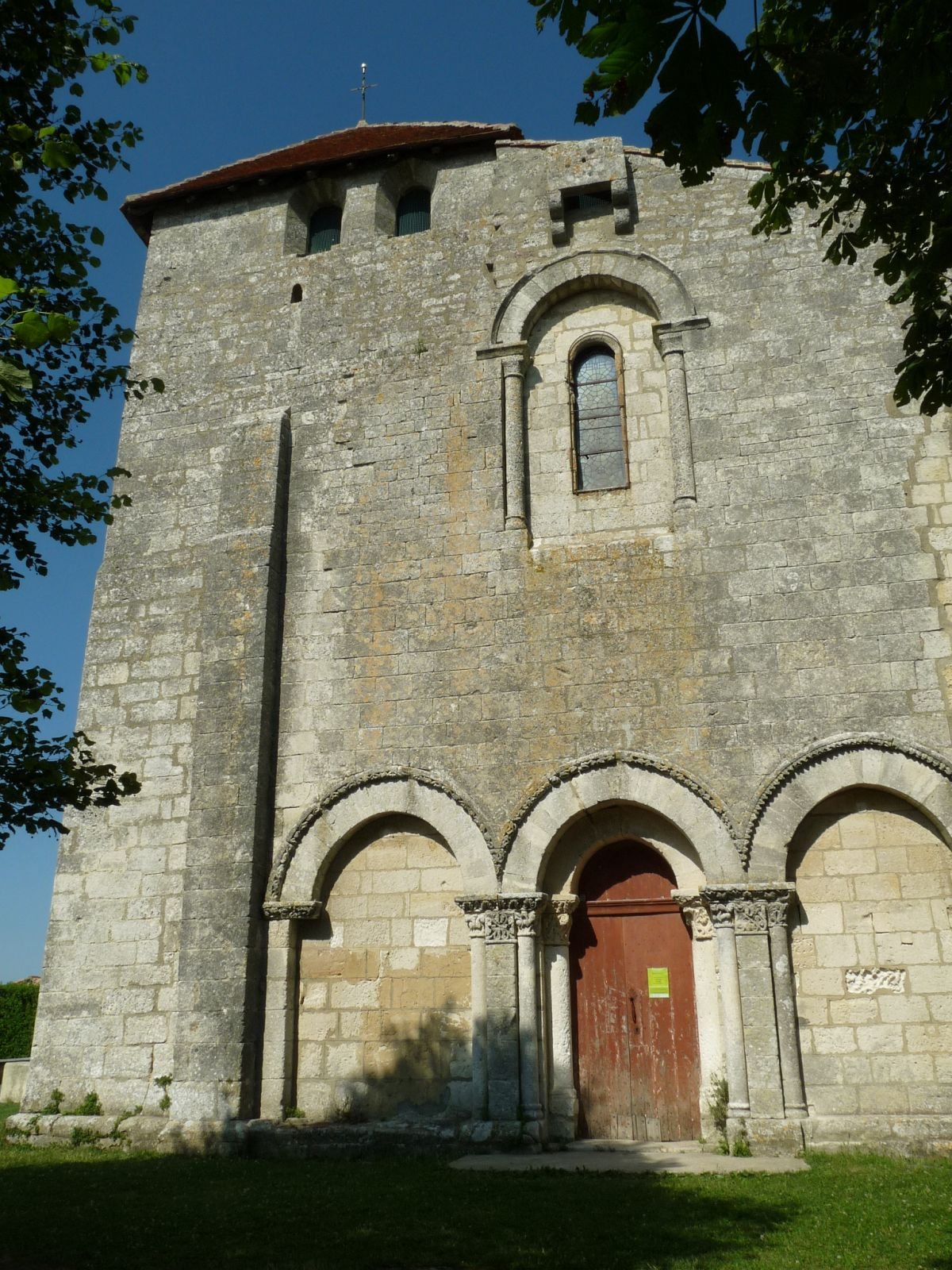
La façade et le clocher fortifié, à l'ouest
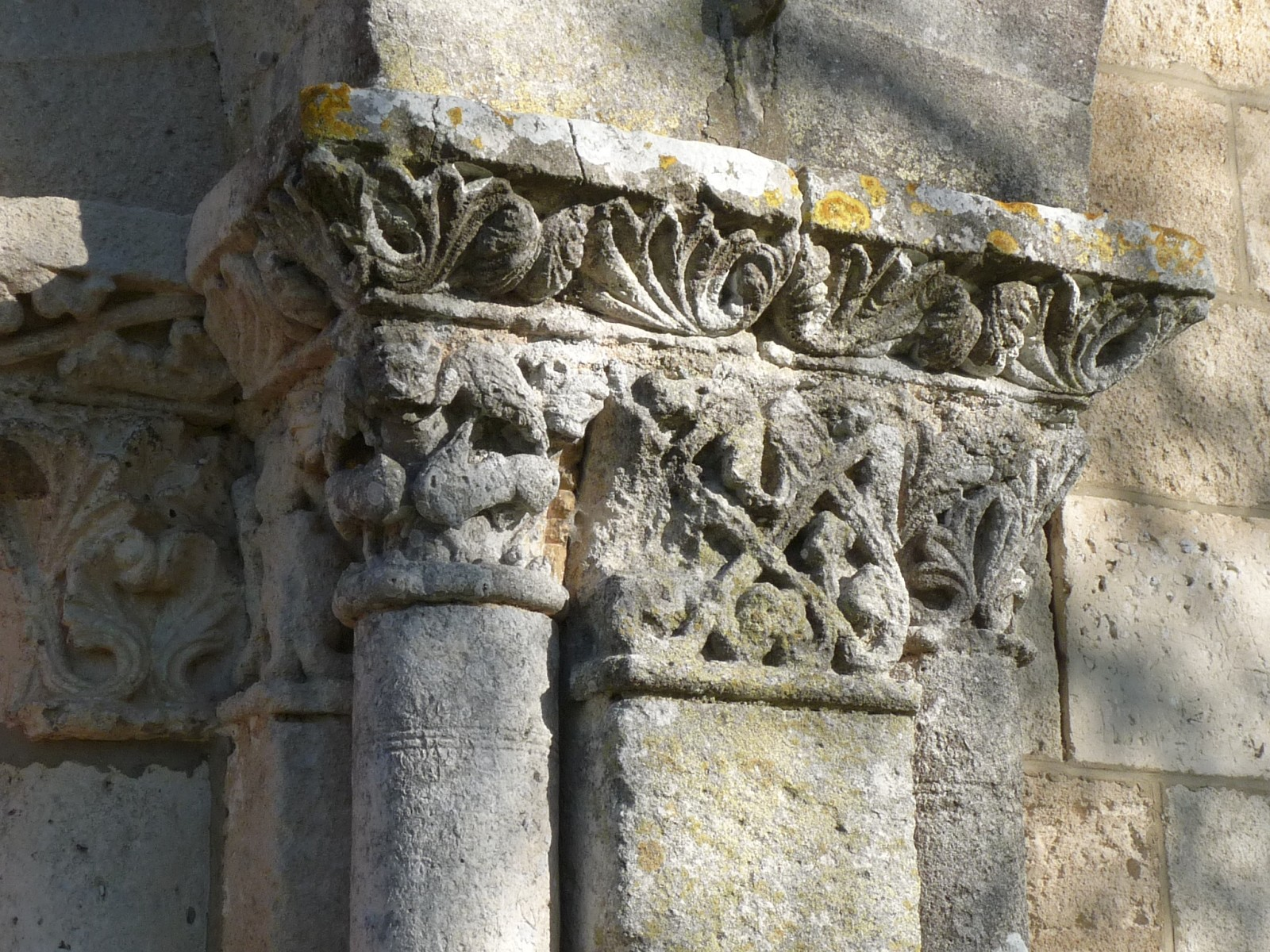
Chapiteau près de l'entrée
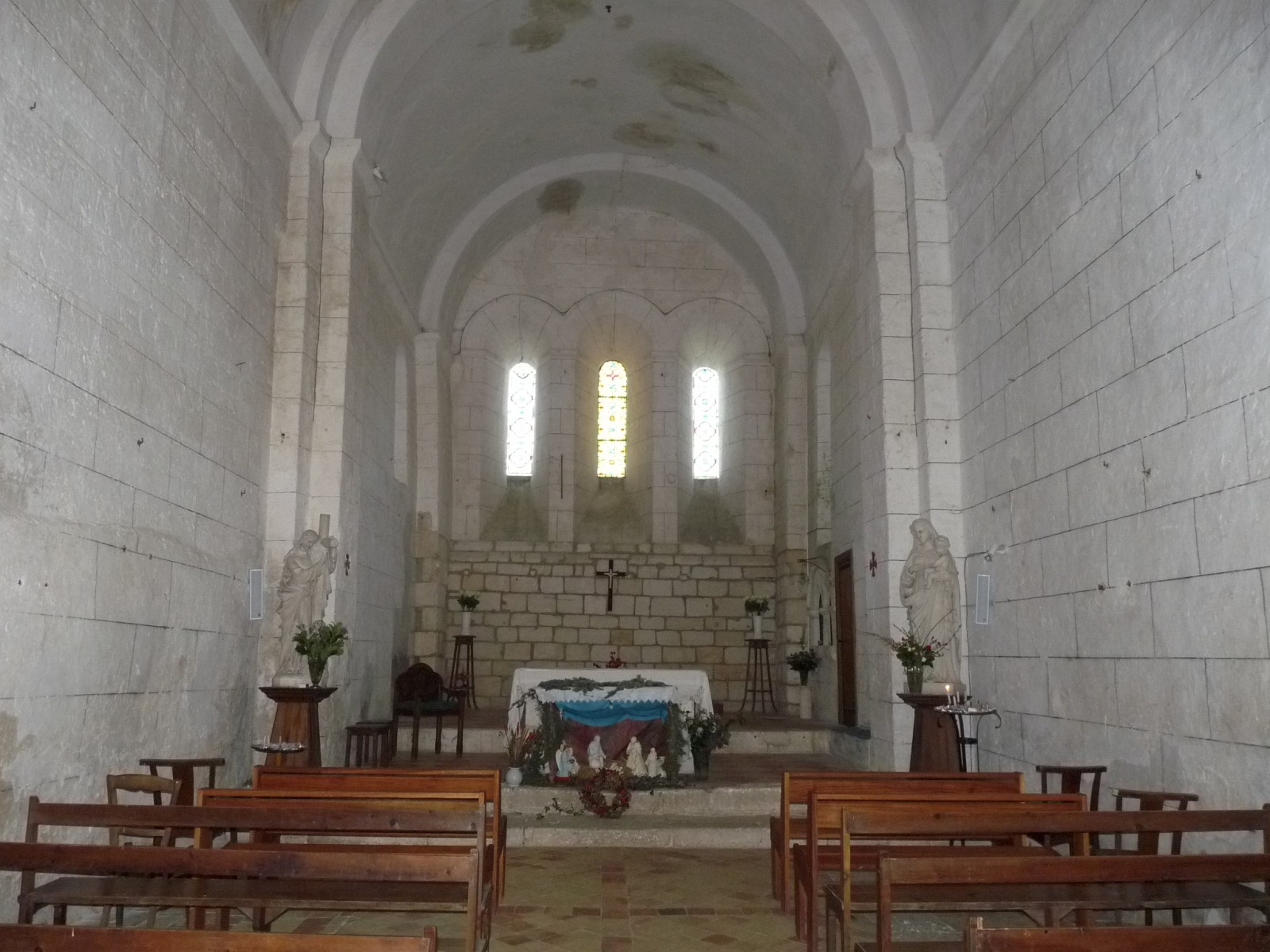
La nef, avec mur plat et trois baies style commanderie templière de Charente
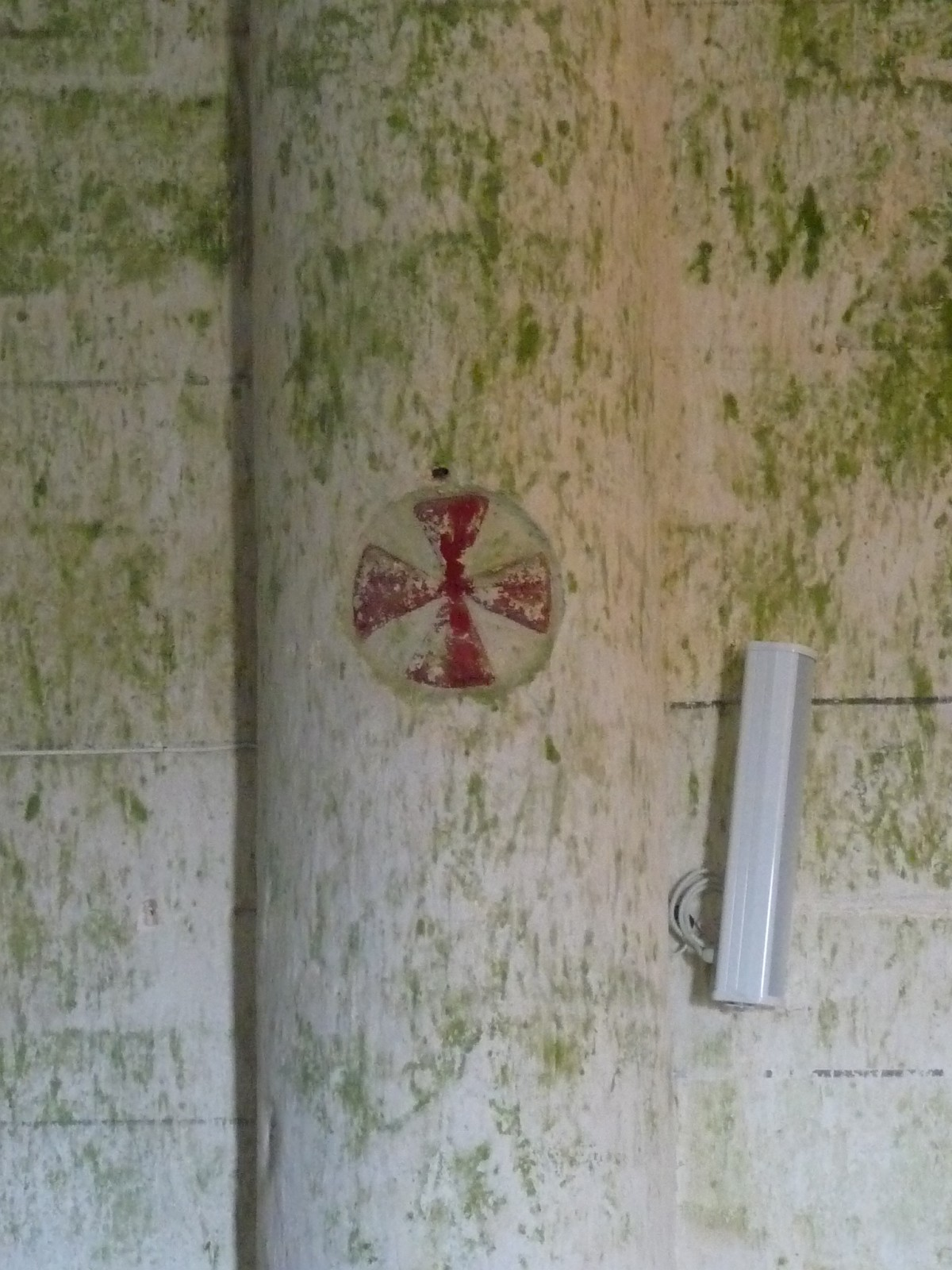
Croix sur une colonne
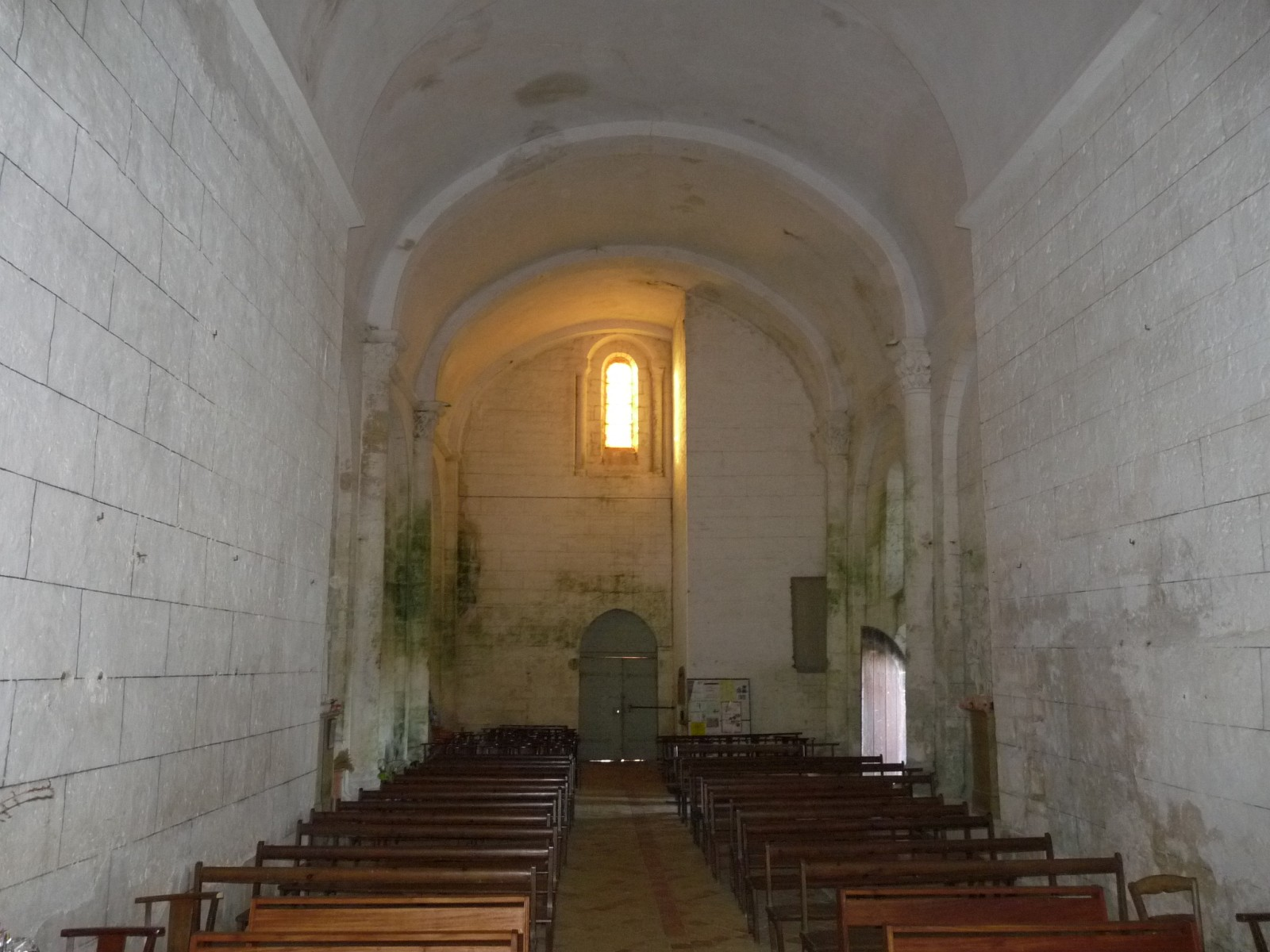
La nef, vue vers l'entrée